# G.G. Satō
Takahiko Satō, detto G.G. (佐藤 隆彦?, Satō Takahiko; Ichikawa, 9 agosto 1978), è un ex giocatore di baseball giapponese.

## Carriera
Nel 2000 firma con l'organizzazione dei Philadelphia Phillies, giocando nelle minors a livello Rookie e singolo A con le affiliate Batavia, Gulf Coast League e Lakewood.
Nel 2004 ritorna in patria trasferendosi ai Seibu Lions (successivamente diventati Saitama Seibu Lions), formazione militante nel massimo campionato giapponese NPB, rimanendovi fino al 2011.
Satō disputa l'annata 2012 in Italia, alla Fortitudo Baseball Bologna, ma sul finale di stagione viene licenziato per motivi disciplinari.

## Statistiche
| Stagione    | Squadra                         | G   | AP   | AB   | R   | H   | 2B  | 3B | HR | TB  | RBI | SB | CS | SH | SF | BB  | IBB | HBP | SO  | DP | AVG  | OBP  | SLG  | OPS  |
| ----------- | ------------------------------- | --- | ---- | ---- | --- | --- | --- | -- | -- | --- | --- | -- | -- | -- | -- | --- | --- | --- | --- | -- | ---- | ---- | ---- | ---- |
| 2004        | Seibu Lions/Saitama Seibu Lions | 45  | 63   | 57   | 9   | 17  | 2   | 0  | 3  | 28  | 8   | 0  | 0  | 0  | 1  | 4   | 0   | 1   | 17  | 1  | .298 | .349 | .491 | .840 |
| 2005        | Seibu Lions/Saitama Seibu Lions | 37  | 59   | 56   | 3   | 12  | 3   | 0  | 2  | 21  | 3   | 0  | 0  | 0  | 0  | 2   | 0   | 1   | 17  | 3  | .214 | .254 | .375 | .629 |
| 2006        | Seibu Lions/Saitama Seibu Lions | 45  | 138  | 133  | 18  | 33  | 6   | 0  | 4  | 51  | 17  | 2  | 0  | 0  | 0  | 3   | 0   | 2   | 42  | 1  | .248 | .275 | .383 | .659 |
| 2007        | Seibu Lions/Saitama Seibu Lions | 136 | 542  | 486  | 65  | 136 | 31  | 3  | 25 | 248 | 69  | 7  | 7  | 0  | 2  | 38  | 2   | 16  | 103 | 13 | .280 | .351 | .510 | .861 |
| 2008        | Seibu Lions/Saitama Seibu Lions | 105 | 432  | 388  | 62  | 117 | 30  | 1  | 21 | 212 | 62  | 1  | 3  | 0  | 2  | 31  | 2   | 11  | 62  | 11 | .302 | .368 | .546 | .914 |
| 2009        | Seibu Lions/Saitama Seibu Lions | 136 | 556  | 502  | 69  | 146 | 34  | 0  | 25 | 255 | 83  | 1  | 1  | 1  | 1  | 43  | 4   | 9   | 121 | 20 | .291 | .357 | .508 | .865 |
| 2010        | Seibu Lions/Saitama Seibu Lions | 53  | 179  | 162  | 13  | 33  | 4   | 0  | 6  | 55  | 19  | 1  | 1  | 0  | 4  | 12  | 0   | 1   | 52  | 1  | .204 | .257 | .340 | .596 |
| 2012        | Fortitudo Bologna               | 42  | 184  | 160  | 35  | 51  | 11  | 1  | 3  | 73  | 22  | 2  | 1  | 0  | 3  | 14  | 0   | 7   | 33  | 3  | .319 | .391 | .456 | .847 |
| 2013        | Chiba Lotte Marines             | 30  | 54   | 51   | 6   | 13  | 5   | 0  | 2  | 24  | 9   | 0  | 1  | 0  | 0  | 3   | 0   | 0   | 15  | 3  | .255 | .296 | .471 | .767 |
| NPB：8 anni | NPB：8 anni                     | 587 | 2023 | 1835 | 245 | 507 | 115 | 4  | 88 | 894 | 270 | 12 | 13 | 1  | 10 | 136 | 8   | 41  | 429 | 53 | .276 | .338 | .487 | .825 |
| IBL：1 anni | IBL：1 anni                     | 42  | 184  | 160  | 35  | 51  | 11  | 1  | 3  | 73  | 22  | 2  | 1  | 0  | 3  | 14  | 0   | 7   | 33  | 3  | .319 | .391 | .456 | .847 |